# Eunereis
Genre
Eunereis est un genre de vers annélides marins appartenant à la famille des Nereididae.

## Liste d'espèces
Selon World Register of Marine Species (30 déc. 2020) :
- Eunereis caeca Hartman, 1960
- Eunereis elitoralis (Eliason, 1962)
- Eunereis eugeniae de León-González & Solís-Weiss, 2000
- Eunereis longipes (Hartman, 1936)
- Eunereis longissima (Johnston, 1840)
- Eunereis marri (Monro, 1939)
- Eunereis paitillae Fauchald, 1977
- Eunereis patagonica (McIntosh, 1885)
- Eunereis shichengensis Hsueh, 2018
- Eunereis wailesi (Berkeley & Berkeley, 1954)